# Trois ninjas (série de films)
 Pour plus de détails, voir Fiche technique et Distribution
Trois ninjas (Three Ninjas) est une série de films américains. Elle raconte les aventures de trois jeunes frères initiés à l'art du ninjutsu par leur grand-père japonais. Ce dernier est incarné par Victor Wong, le seul acteur à apparaitre dans les quatre films de la franchise.

## Films
Ninja Kids
Samuel, Jeffrey et Michael Douglas sont trois jeunes enfants qui passent la plupart de leur vacances chez leur grand-père, Mori Tanaka, un expert en art martiaux à qui il leur a enseigné tous les rudiments du ninjutsu. Un jour, Snyder, qui été autre fois l'associé de Mori, demande à ce dernier d'intervenir auprès de son gendre Samuel Douglas, le père des trois garçons et un agent du FBI, afin qu'il le laisse tranquille, car depuis la rupture de leur partenariat, Snyder est devenu un dangereux trafiquant d'armes. 
N'ayant aucune confiance en Mori, soupçonnant ce dernier de ne rien faire, Snyder prend l'initiative de faire enlever les trois gamins par le biais de trois loubards qui vont vite comprendre que même des enfants peuvent faire face à des adultes quand ils connaissent les arts martiaux.
Les trois ninjas contre-attaquent
Alors que Rocky, Colt et Tom Tom, doivent disputer un match très important de baseball avec leur équipe, ils décident d'aller secourir leur grand-père au Japon. Ce dernier a été enlevé par des voyous qui s'intéressent de près à une dague qu'il avait gagnée à un tournoi d'Arts Martiaux il y a 50 ans.
Les trois ninjas se révoltent
Rocky, Colt et Tom Tom tentent d'aider une communauté indienne dont la réserve est polluée par un industriel qui veut les expulser. 
Les trois ninjas se déchaînent
Rocky, Mustang et Ram Dam, les trois frères pratiquant de ninjutsu, se rendent au parc d'attractions Mega Moutain. Ils espèrent y rencontrer leur idole : la superstar de la télévision Dave Dragon. Mais pendant que les trois garçons s'amusent, Lotahr Zong et ses hommes prennent tout le parc en otage. Ils demandent une rançon de 10 millions de dollars. En voyant leur star favorite capturée par des bandits, les trois ninjas passent à l'attaque en unissant leurs formidables pouvoirs pour sauver leur héros et les autres otages.

## Fiche technique
|                            | Ninja Kids (1992)                             | Les trois ninjas contre-attaquent (1994) | Les trois ninjas se révoltent (1995) | Les trois ninjas se déchaînent (1998) |
| -------------------------- | --------------------------------------------- | ---------------------------------------- | ------------------------------------ | ------------------------------------- |
| Titre québécois            | Les 3 Ninjas                                  | Trois ninjas contre-attaquent            | Trois ninjas se révoltent            | 3 ninjas à la foire                   |
| Titre original             | 3 Ninjas                                      | 3 Ninjas Kick Back                       | 3 Ninjas Knuckle Up                  | 3 Ninjas: High Noon at Mega Mountain  |
| Réalisateurs               | Jon Turteltaub                                | Charles T. Kanganis                      | Shin Sang-ok                         | Sean McNamara                         |
| Scénaristes                | Edward Emanuel                                | Shin Sang-ok                             | Alex S. Kim                          | Sean McNamara                         |
| Scénaristes                | Kenny Kim (histoire)                          | Mark Saltzman                            |                                      | Jeff Phillipsee                       |
| Montage                    | David Rennie                                  | David Rennie                             | Pamela Choules                       | Annamaria Szanto                      |
| Montage                    | Jeffrey Reiner                                |                                          |                                      |                                       |
| Producteurs                | Martha Chang                                  | Martha Chang                             | Martha Chang                         | Yoram Ben-Ami                         |
| Producteurs                | James Kang                                    |                                          |                                      |                                       |
| Producteurs                | Yuriko Matsubara                              |                                          | Shin Sang-ok                         | Shin Sang-ok                          |
| Musique                    | Richard Marvin                                | Richard Marvin                           | Gary S. Scott                        | John Coda                             |
| Photographie               | Richard Michalak                              | Christopher Faloona                      | Eugene D. Shlugleit                  | Blake T. Evans                        |
| Dates de sortie États-Unis | 7 août 1992                                   | 6 mai 1994                               | 7 avril 1995                         | 10 avril 1998                         |
| Dates de sortie France     | 2 juin 1993                                   | 6 juillet 1994                           | 7 août 2001 (DVD)                    | 7 octobre 1998                        |
| Durée                      | 85 minutes96 minutes (version internationale) | 93 minutes                               | 85 minutes                           | 93 minutes                            |
| Budget                     | 6 500 000 $                                   | 20 000 000 $                             | NC                                   | NC                                    |
| Genres                     | comédie, arts martiaux, aventure              | comédie, arts martiaux, aventure         | comédie, arts martiaux, aventure     | comédie, arts martiaux, aventure      |
| Pays d'origine             | États-Unis                                    | États-Unis                               | États-Unis                           | États-Unis                            |
| Pays d'origine             | Japon                                         |                                          |                                      |                                       |
| Sociétés de production     | Touchstone Pictures                           | Sheen Productions                        | Sheen Productions                    | Sheen Productions                     |
| Distribution États-Unis    | Buena Vista Pictures Distribution             | TriStar                                  | TriStar                              | TriStar                               |
| Distribution France        | UGC Distribution                              | Columbia TriStar Films                   | NC                                   | Columbia TriStar Films                |

## Distribution
| Personnages                  | Ninja Kids (1992)          | Les trois ninjas contre-attaquent (1994) | Les trois ninjas se révoltent (1995) | Les trois ninjas se déchaînent (1998) |
| ---------------------------- | -------------------------- | ---------------------------------------- | ------------------------------------ | ------------------------------------- |
| Mori Tanaka                  | Victor Wong                | Victor Wong                              | Victor Wong                          | Victor Wong                           |
| Samuel « Rocky » Douglas Jr. | Michael Treanor            | Sean Fox                                 | Michael Treanor                      | Mathew Botuchis                       |
| Jeffrey « Colt » Douglas     | Max Elliott Slade          | Max Elliott Slade                        | Max Elliott Slade                    | Michael O'Laskey II                   |
| Michael « Tum Tum » Douglas  | Chad Power                 | J. Evan Bonifant                         | Chad Power                           | James Paul « J. P. » Roeske II        |
| Samuel Douglas Sr.           | Alan McRae                 | Alan McRae                               |                                      | Alan McRae                            |
| Jessica Douglas              | Margarita Franco           | Margarita Franco                         |                                      | Margarita Franco                      |
| Emily                        | Kate Sargeant              |                                          |                                      |                                       |
| Hugo Snyder                  | Rand Kingsley              |                                          |                                      |                                       |
| Rushmore                     | Professor Toru Tanaka (en) |                                          |                                      |                                       |
| M. Brown                     | Joel Swetow                |                                          |                                      |                                       |
| Darren                       | Scott Caudill              | Scott Caudill                            |                                      |                                       |
| Miyo                         |                            | Caroline Junko King                      |                                      |                                       |
| Koga                         |                            | Sab Shimono                              |                                      |                                       |
| Glam                         |                            | Dustin Nguyen                            |                                      |                                       |
| Jo                           |                            |                                          | Crystle Lightning                    |                                       |
| Charlie                      |                            |                                          | Donald L. Shanks                     |                                       |
| Jack Harding                 |                            |                                          | Charles Napier                       |                                       |
| J. J.                        |                            |                                          | Patrick Kilpatrick                   |                                       |
| Dave Dragon                  |                            |                                          |                                      | Hulk Hogan                            |
| Medusa                       |                            |                                          |                                      | Loni Anderson                         |
| Lothar Zogg                  |                            |                                          |                                      | Jim Varney                            |
| C. J.                        |                            |                                          |                                      | Dwayne Carrington                     |
| Carl                         |                            |                                          |                                      | Kirk Baily                            |
| Buelow                       |                            |                                          |                                      | Travis McKenna                        |
| Zed                          |                            |                                          |                                      | Brendan O'Brian                       |
| Jennifer                     |                            |                                          |                                      | Lindsay Felton                        |
| Amanda                       |                            |                                          |                                      | Chelsey Earlywine                     |

## Personnages
Mori Tanaka/Shintaro
Né au Japon, il est le grand-père maternel des trois ninjas. Il est le père de Jessica Douglas et le beau-père de Samuel. Il prend chez lui ses petits-fils chaque été et leur enseigne l'art du ninjutsu. Cela n'est pas du goût de leur père. Il aime transmettre son savoir à ses petits-enfants, même il sait qu'ils lui désobéissent souvent et se lancent dans d'importantes aventures. Dans sa jeunesse, il a gagné un important tournoi d'arts martiaux au Japon, où il a battu Koga.
Samuel « Rocky » Douglas Jr.
Samuel est l'ainé des trois frères. Il aime donner des ordres, même si ces deux petits frères ne l'écoutent pas toujours. Son grand-père lui donne le surnom de « Rocky » car il est solide comme le roc.
Jeffrey « Colt » Douglas
Jeffrey est le second de la fratrie. Il a un tempérament de bagarreur, contrairement à son ainé. Son grand-père lui donne ainsi le surnom de ninja « Colt »,.
Michael « Tum Tum » Douglas
Il est le benjamin de la fratrie. Il ne pense qu'à manger et grignoter, souvent des bonbons. Son grand-père lui donne le surnom de « Tum Tum » pour rappeler les bruits de son ventre quand il a faim,.
Samuel « Rocky » Douglas Sr.
Il est le père des trois ninjas. Il est le gendre de Mori, dont il ne partage pas les opinions. Il n'aime pas que ses enfants apprennent le ninjutsu et possèdent des noms de ninjas. Samuel est un agent fédéral.
Jessica Douglas
Fille de Mori Tanaka, elle est mariée à Samuel Douglas. Elle est la mère de Samuel Jr., Jeffrey et Michael.
Hugo Snyder
Hugo Snyder est l'ancien élève et associé de Mori. Il est ensuite devenu trafiquants d'armes. Samuel Douglas et le FBI enquêtent sur lui depuis longtemps mais ne parviennent pas à l'arrêter. Il décide de faire kidnapper les trois enfants pour se débarrasser de Samuel Douglas.
Darren the Bully
Il s'agit d'un élève qui aime provoquer et embêter les frères Douglas. Il fait également partie de l'équipe de baseball des Mustangs. Il cherche la bagarre mais se fera corriger par Miyo, l'amie japonaise des trois frères ninjas.

## Accueil

### Critique
| Film                              | Rotten Tomatoes | IMDb   |
| --------------------------------- | --------------- | ------ |
| Ninja Kids                        | 32%             | 5,2/10 |
| Les trois ninjas contre-attaquent | 15%             | 4,4/10 |
| Les trois ninjas se révoltent     | NC              | 4,2/10 |
| Les trois ninjas se déchainent    | 0%              | 2,8/10 |

### Box-office
Seul film de la saga produit et distribué par Disney (via Touchstone Pictures et Buena Vista Pictures Distribution), le premier film est un succès au box-office nord-américain. La franchise est ensuite acquise par Tristar mais ne connait par la suite que des échecs commerciaux.
| Film                              | Année | Budget         | Box-office États-Unis/ Canada | Entrées France  | Références |
| --------------------------------- | ----- | -------------- | ----------------------------- | --------------- | ---------- |
| Ninja Kids                        | 1992  | 6,5 millions $ | 29 000 301 $                  | 246 487 entrées | ,          |
| Les trois ninjas contre-attaquent | 1994  | 20 millions $  | 11 798 854 $                  | 33 749 entrées  | ,          |
| Les trois ninjas se révoltent     | 1995  | NC             | 413 479 $                     | NC              | [ 21 ]     |
| Les trois ninjas se déchaînent    | 1998  | NC             | 375,805 $                     | NC              | [ 22 ]     |

## Jeu vidéo
Le deuxième film connait une adaptation en jeu vidéo, 3 Ninjas Kick Back.

## Commentaire
Le film canadien Breakout (1998), intitulé 3 Ninjas et l'Invention du siècle en français, n'a rien à voir avec la franchise, malgré la présence de J. Evan Bonifant (qui incarne Tum Tum dans Les trois ninjas contre-attaquent).